# Hiddensee
Hiddensee è un'isola tedesca sul Mar Baltico, appartenente al land Meclemburgo-Pomerania Anteriore (Mecklenburg-Vorpommern) (Germania nord-orientale.
È situata ad ovest dell'Isola di Rügen, da cui è divisa da un tratto di mare chiamato Schaproder Bodden (dalla cittadina sull'isola di Rügen Schaprode) a sud e Vitter Bodden a nord (dalla cittadina di Hiddensee Vitte). Amministrativamente è un comune del circondario (Landkreis) della Pomerania Anteriore-Rügen.
Centro principale e sede amministrativa di Hiddensee è Vitte (600 ab. ca.), che è anche il porto più grande dei tre presenti sull'isola Altri importanti centri dell'isola sono: Plogshagen, Vitte, Kloster.
L'isola, quasi completamente pianeggiante (salvo una piccola porzione a nord-ovest), stretta e dalla forma allungata, è interdetta alle automobili ed è raggiungibile via traghetto da Stralsund e dall'isola di Rügen (dalle città di Schaprode, Wiek e Breege).
Hiddensee, che gli abitanti chiamano dat söte Länneken, vale a dire “la dolce piccola terra”, è apprezzata per le sue spiagge con dune. Dall'inizio del XX secolo è una località di villeggiatura molto amata da scrittori (soprattutto dal poeta premio Nobel Gerhart Hauptmann, che è qui sepolto, ma anche, tra gli altri, da Thomas Mann), pittori, attori (come Asta Nielsen, diva danese del cinema muto) e altri intellettuali e personaggi importanti (come Sigmund Freud ed Albert Einstein).

## Geografia fisica
Nell'isola si distinguono tre zone: il Dornbusch a nord-ovest, il Bessin a nord-est e il Gellen a sud.

## Storia
L'isola di Hiddensee è citata già dal 1195, quando i Vichinghi parlano di una hiðinø (“isola delle capanne”) e di una hedinø (“isola di Hedin”); Saxo Grammaticus parla, invece, di una Hythini gracilis, vale a dire “la graziosa Hiddensee”.

## Da vedere
- Nel Dornbusch: il faro (costruito tra il 1887 e il 1889[7]).
- Nel Gellen: il Süderleuchtturm, faro del 1905[8]).
- A Vitte: la Blaue Scheune (lett. “il fienile blu”), casa dal tetto di paglia.[9]
- A Kloster: lo Heimatmuseum; il cimitero (con le tombe di personaggi celebri quali: lo scrittore Gerhart Hauptmann, la ballerina Gret Palucca, il regista Walter Felsenstein e gli imprenditori Max e Oskar Kruse); la casa dello scrittore Gerhart Hauptmann (Gerhart-Hauptmann-Haus); ecc.[10]

## Il tesoro di Hiddensee
Nel 1873 fu trovato sull'isola un tesoro di gioielli in oro comprendente 16 pezzi costituiti da pendenti, anelli, spille e collier per un peso complessivo di 600 grammi. Gli studiosi li hanno datati intorno al X secolo, e hanno ritenuto che potessero appartenere al re vichingo Harald Blåtand (Aroldo "Dente blu") e che siano stati eseguiti da abili orafi dello Jutland. Le figurazioni si riferiscono sia alla mitologia norrena sia al Cristianesimo (ad es. il martello di Thor e la croce), rappresentando quindi un'epoca di passaggio fra credenze pagane e fede cristiana. I gioielli sono conservati nel Museo di Storia Culturale di Stralsund.